# Amplification polaire

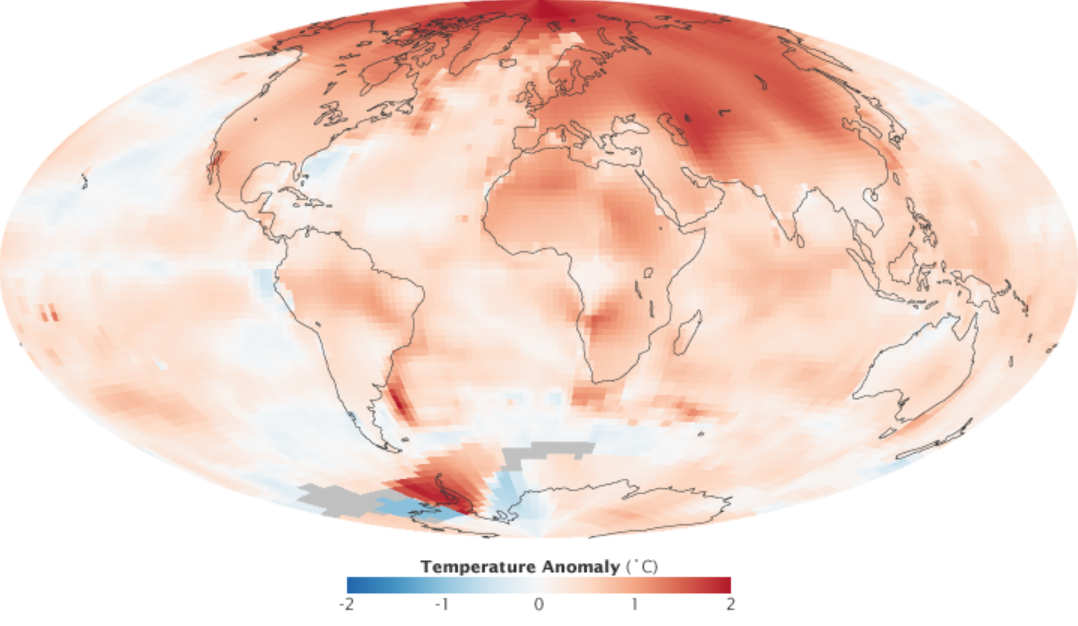
Tendance de la température GISS de la NASA 2000-2009, montrant une forte amplification arctique.

L’amplification polaire est le phénomène selon lequel tout changement dans le bilan radiatif net (par exemple l'intensification de l'effet de serre) a tendance à produire un changement de température plus important près des pôles que la moyenne planétaire. C'est ce que l'on appelle communément le rapport entre le réchauffement polaire et le réchauffement tropical. Sur une planète dont l'atmosphère peut restreindre l'émission de rayonnement à ondes longues vers l'espace (un effet de serre), les températures de surface seront plus chaudes qu'un simple calcul de température d'équilibre planétaire ne le prédirait. Là où l'atmosphère ou un océan étendu est capable de transporter de la chaleur vers les pôles, les pôles seront plus chauds et les régions équatoriales plus froides que ne le laisseraient prédire leurs bilans radiatifs nets locaux. Les pôles connaîtront le plus de refroidissement lorsque la température moyenne mondiale est plus basse par rapport à un climat de référence ; alternativement, les pôles connaîtront le plus grand réchauffement lorsque la température moyenne mondiale est plus élevée.
L'amplification polaire est plus forte dans l'Arctique que dans l'Antarctique, notamment car la boucle de rétroaction positive due au changement d'albédo est plus faible sur le continent Antarctique et car l'altitude de ce dernier est plus élevée,.
À l'extrême, la planète Vénus aurait connu une très forte augmentation de l'effet de serre au cours de sa vie, à un tel point que ses pôles se sont suffisamment réchauffés pour rendre sa température de surface effectivement isotherme (pas de différence entre les pôles et l'équateur),. Sur Terre, la vapeur d'eau et les gaz à l'état de traces produisent un effet de serre moindre, et l'atmosphère et les vastes océans assurent un transport efficace de la chaleur vers les pôles. Les changements paléoclimatiques et les changements récents du réchauffement climatique ont montré une forte amplification polaire, comme décrit ci-dessous.

## Histoire
Une étude basée sur l'observation liée à l'amplification de l'Arctique a été publiée en 1969 par Mikhail Budyko, et la conclusion de l'étude a été résumée comme suit : « La perte de glace de mer affecte les températures de l'Arctique à travers la rétroaction de l'albédo de surface »,. La même année, un modèle similaire est publié par William D. Sellers. Les deux études ont attiré une attention considérable car elles ont laissé entendre la possibilité d'une rétroaction positive incontrôlée au sein du système climatique mondial. En 1975, Manabe et Wetherald ont publié le premier modèle de circulation générale quelque peu plausible qui examinait les effets d'une augmentation des gaz à effet de serre. Bien que confiné à moins d'un tiers du globe, avec un océan « marécage » et une surface terrestre uniquement aux hautes latitudes, il a montré un réchauffement de l'Arctique plus rapide que les tropiques (comme tous les modèles ultérieurs).
Avant 2022, de nombreuses études indiquaient que l'Arctique se réchauffe en moyenne deux fois, plus de deux fois ou même trois fois plus vite que le globe. Mais une étude d'août 2022 montre, en utilisant plusieurs ensembles de données d'observation qui couvrent la région arctique, que depuis 1979, l'Arctique s'est réchauffé près de quatre fois plus vite que le globe, ce qui est un ratio plus élevé que celui généralement rapporté dans la littérature scientifique jusqu'alors.